# 普卡鄉

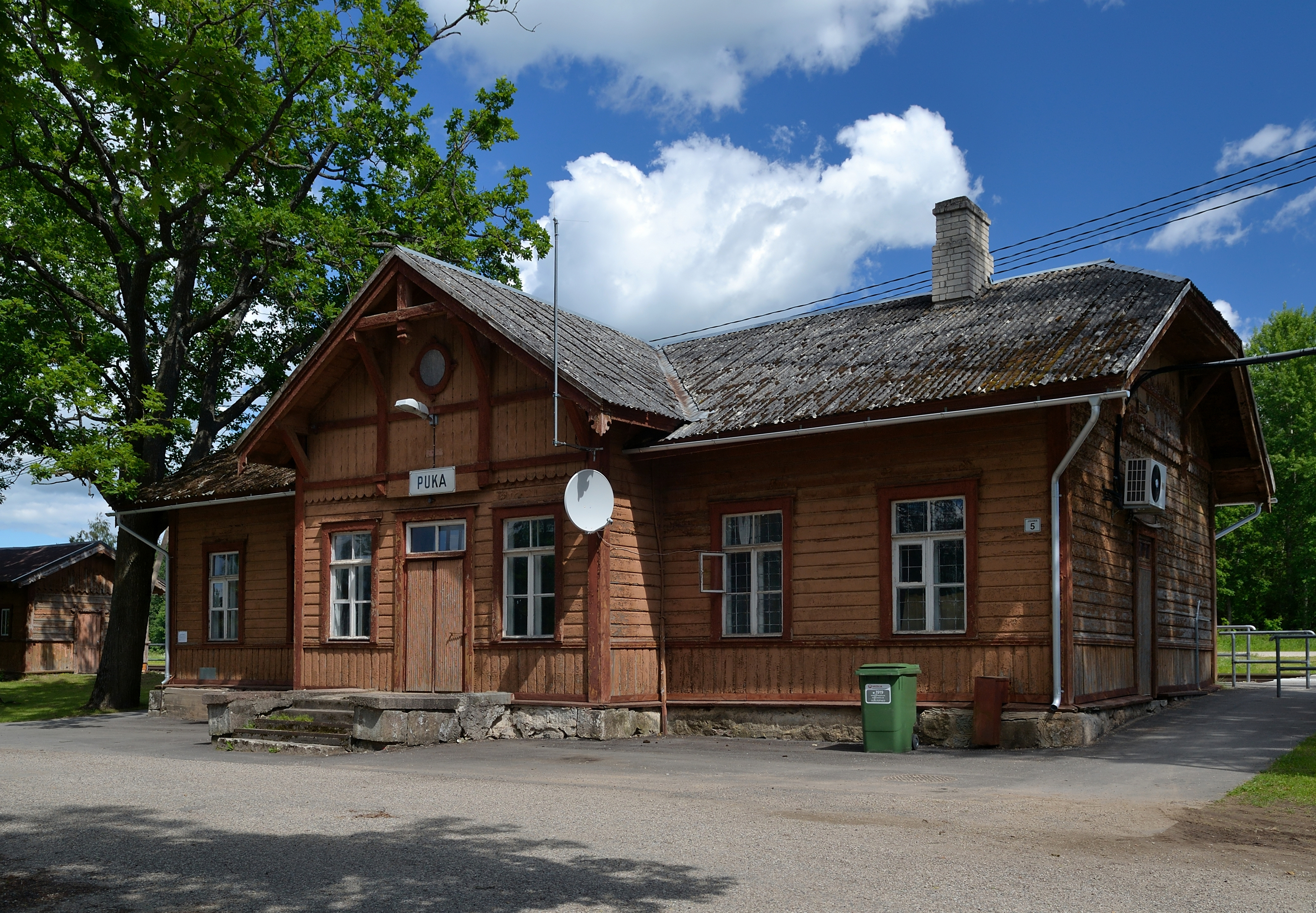
普卡火车站

普卡鄉，曾是愛沙尼亞瓦爾加縣的一個鄉村型市镇，位於該國南部，行政中心設於普卡，面積201平方公里，2006年人口1,881，人口密度每平方公里9人。
2017年爱沙尼亚行政改革后，普卡市镇的普卡小镇和11个村庄并入奧泰佩市镇，一个村庄并入特尔瓦市镇，另外6个村庄则并入塔尔图县的埃尔瓦市镇。
58°02′59″N 26°13′35″E / 58.04972°N 26.22639°E